# Pazius pectinatus
Pazius pectinatus is een schorpioenvliegachtige uit de familie van de hangvliegen (Bittacidae). De wetenschappelijke naam van de soort is voor het eerst geldig gepubliceerd door Byers in 1977.
De soort komt voor in Ecuador.